# Хеглиг (месторождение)
Хеглиг, Блок 2 (англ. Heglig) — нефтяное месторождение Судана, которое расположено на юге страны, в штате Южный Кордофан. Открыто в 1982 году. Начальные запасы нефти оценивается в 100 млн тонн.
Хеглиг является частью Большого Хеглига.
В настоящее время существует магистральный нефтепровод — от месторождений Блоков 1 и 2 к нефтеперерабатывающему заводу близ Хартума (Ал-Джейли), а дальше в Порт-Судан.
Оператором месторождения является совместная компания Greater Nile Petroleum Operating Company, туда входит китайская нефтяная компания CNPC (41 %), малайзийская нефтяная компания Petronas (35 %), китайская нефтяная компания Sinopec (6 %), суданская нефтяная компания Sudapet (9 %) и частное лицо аль-Тхани из ОАЭ (9 %). Добыча нефти в 2009 году составила 2,5 млн тонн в год.
10 апреля 2012 года армия Южного Судана захватила Хеглиг, 22 апреля 2012 года Южный Судан завершил вывод своих войск из Хеглига, а 2 мая 2012 года была возобновлена добыча нефти.